# Élections législatives de 1997 dans l'Orne
Les élections législatives françaises de 1997 se déroulent le 25 mai et le 1er juin 1997. Dans le département de l'Orne, trois députés sont à élire dans le cadre de trois circonscriptions.

## Élus
| Circonscription | Député sortant     | Parti | Parti    | Député élu ou réélu | Parti | Parti    |
| --------------- | ------------------ | ----- | -------- | ------------------- | ----- | -------- |
| 1re             | Yves Deniaud       |       | RPR      | Yves Deniaud        |       | RPR      |
| 2e              | Jean-Claude Lenoir |       | UDF (AD) | Jean-Claude Lenoir  |       | UDF (AD) |
| 3e              | Sylvia Bassot      |       | UDF (PR) | Sylvia Bassot       |       | UDF (PR) |

## Résultats

### Résultats à l'échelle du département
| Parti          | Parti                               | Premier tour | Premier tour | Second tour | Second tour | Sièges |
| Parti          | Parti                               | Voix         | %            | Voix        | %           | Sièges |
| -------------- | ----------------------------------- | ------------ | ------------ | ----------- | ----------- | ------ |
|                | Union pour la démocratie française  | 35 453       | 25,94        | 52 037      | 36,48       | 2      |
|                | Rassemblement pour la République    | 17 305       | 12,66        | 25 310      | 17,75       | 1      |
|                | Divers droite                       | 4 995        | 3,66         |             |             | 0      |
|                | La Droite indépendante              | 3 304        | 2,42         | 0           |             |        |
|                | Droite parlementaire                | 61 057       | 44,68        | 77 347      | 54,23       | 3      |
|                |                                     |              |              |             |             |        |
|                | Parti socialiste                    | 33 759       | 24,70        | 65 281      | 45,77       | 0      |
|                | Les Verts                           | 7 069        | 5,17         |             |             | 0      |
|                | Parti communiste français           | 6 515        | 4,77         | 0           |             |        |
|                | Mouvement des citoyens              | 1 944        | 1,42         | 0           |             |        |
|                | Parti radical-socialiste            | 961          | 0,70         | 0           |             |        |
|                | Gauche plurielle                    | 50 248       | 36,77        | 65 281      | 45,77       | 0      |
|                |                                     |              |              |             |             |        |
|                | Front national                      | 19 352       | 14,16        |             |             | 0      |
|                | Divers écologiste dont LT-LNÉ et GÉ | 2 840        | 2,08         | 0           |             |        |
|                | Extrême gauche dont LCR et LO       | 2 169        | 1,59         | 0           |             |        |
|                | Extrême droite                      | 983          | 0,72         | 0           |             |        |
|                |                                     |              |              |             |             |        |
| Inscrits       | Inscrits                            | 210 196      | 100,00       | 210 182     | 100,00      | 3      |
| Abstentions    | Abstentions                         | 65 003       | 30,92        | 58 933      | 28,04       |        |
| Votants        | Votants                             | 145 193      | 69,08        | 151 249     | 71,96       |        |
| Blancs et nuls | Blancs et nuls                      | 8 544        | 5,88         | 8 621       | 5,7         |        |
| Exprimés       | Exprimés                            | 136 649      | 94,12        | 142 628     | 94,3        |        |

### Résultats par circonscription

#### Première circonscription (Alençon)
| Candidat       | Candidat                   | Parti          | Premier tour | Premier tour | Second tour | Second tour |  |
| Candidat       | Candidat                   | Parti          | Voix         | %            | Voix        | %           |  |
| -------------- | -------------------------- | -------------- | ------------ | ------------ | ----------- | ----------- |  |
|                | Yves Deniaud sortant réélu | RPR            | 17 305       | 38,48        | 25 310      | 53,2        |  |
|                | Joaquim Pueyo              | PS             | 13 010       | 28,93        | 22 266      | 46,8        |  |
|                | Janine Tanoue              | FN             | 5 144        | 11,44        |             |             |  |
|                | Joël Jeanniard du Dot      | LDI (MPF)      | 1 729        | 3,85         |             |             |  |
|                | Francine Brière            | PCF            | 1 598        | 3,55         |             |             |  |
|                | Philippe Ménard            | Les Verts      | 1 183        | 2,63         |             |             |  |
|                | Amanda Helleu              | LO             | 1 143        | 2,54         |             |             |  |
|                | Florence Faucheur          | GÉ             | 1 134        | 2,52         |             |             |  |
|                | Christine Coulon           | LCR            | 1 026        | 2,28         |             |             |  |
|                | Thierry Mathieu            | MDC            | 992          | 2,21         |             |             |  |
|                | Renée Tragin               | LT-LNÉ         | 703          | 1,56         |             |             |  |
|                |                            |                |              |              |             |             |  |
| Inscrits       | Inscrits                   | Inscrits       | 70 594       | 100,00       | 70 595      | 100,00      |  |
| Abstentions    | Abstentions                | Abstentions    | 22 594       | 32,01        | 20 329      | 28,8        |  |
| Votants        | Votants                    | Votants        | 48 000       | 67,99        | 50 266      | 71,2        |  |
| Blancs et nuls | Blancs et nuls             | Blancs et nuls | 3 033        | 6,32         | 2 690       | 5,35        |  |
| Exprimés       | Exprimés                   | Exprimés       | 44 967       | 93,68        | 47 576      | 94,65       |  |

#### Deuxième circonscription (L'Aigle - Mortagne-au-Perche)
| Candidat       | Candidat                         | Parti             | Premier tour | Premier tour | Second tour | Second tour |  |
| Candidat       | Candidat                         | Parti             | Voix         | %            | Voix        | %           |  |
| -------------- | -------------------------------- | ----------------- | ------------ | ------------ | ----------- | ----------- |  |
|                | Jean-Claude Lenoir sortant réélu | UDF (AD)          | 16 935       | 38,16        | 26 222      | 58,59       |  |
|                | Anne-Marie Moretti               | PS                | 8 963        | 20,19        | 18 534      | 41,41       |  |
|                | Christian Turin                  | FN                | 7 577        | 17,07        |             |             |  |
|                | Jean Sellier                     | Divers droite     | 4 995        | 11,25        |             |             |  |
|                | Jeanne Hardy                     | PCF               | 2 140        | 4,82         |             |             |  |
|                | Philippe Volcker                 | Les Verts         | 1 875        | 4,22         |             |             |  |
|                | Nicole Lemaire                   | Divers écologiste | 1 003        | 2,26         |             |             |  |
|                | Christian Gore                   | Extrême droite    | 895          | 2,02         |             |             |  |
|                |                                  |                   |              |              |             |             |  |
| Inscrits       | Inscrits                         | Inscrits          | 67 126       | 100,00       | 67 120      | 100,00      |  |
| Abstentions    | Abstentions                      | Abstentions       | 20 208       | 30,1         | 19 360      | 28,84       |  |
| Votants        | Votants                          | Votants           | 46 918       | 69,9         | 47 760      | 71,16       |  |
| Blancs et nuls | Blancs et nuls                   | Blancs et nuls    | 2 535        | 5,4          | 3 004       | 6,29        |  |
| Exprimés       | Exprimés                         | Exprimés          | 44 383       | 94,6         | 44 756      | 93,71       |  |

#### Troisième circonscription (Argentan - Flers)
| Candidat       | Candidat                      | Parti          | Premier tour | Premier tour | Second tour | Second tour |  |
| Candidat       | Candidat                      | Parti          | Voix         | %            | Voix        | %           |  |
| -------------- | ----------------------------- | -------------- | ------------ | ------------ | ----------- | ----------- |  |
|                | Sylvia Bassot sortante réélue | UDF (PR)       | 18 518       | 39,15        | 25 815      | 51,33       |  |
|                | Laurent Beauvais              | PS             | 11 786       | 24,92        | 24 481      | 48,67       |  |
|                | Brigitte Lecoeur              | FN             | 6 631        | 14,02        |             |             |  |
|                | Yannick Soubien               | Les Verts      | 4 011        | 8,48         |             |             |  |
|                | Robert Lévesque               | PCF            | 2 777        | 5,87         |             |             |  |
|                | Jean-Jack Denoual             | LDI (MPF)      | 1 575        | 3,33         |             |             |  |
|                | Jean-Michel Vidus             | PRS            | 961          | 2,03         |             |             |  |
|                | Patrick Hurel                 | MDC            | 952          | 2,01         |             |             |  |
|                | Frédéric Vanwierst            | Extrême droite | 88           | 0,19         |             |             |  |
|                |                               |                |              |              |             |             |  |
| Inscrits       | Inscrits                      | Inscrits       | 72 476       | 100,00       | 72 467      | 100,00      |  |
| Abstentions    | Abstentions                   | Abstentions    | 22 201       | 30,63        | 19 244      | 26,56       |  |
| Votants        | Votants                       | Votants        | 50 275       | 69,37        | 53 223      | 73,44       |  |
| Blancs et nuls | Blancs et nuls                | Blancs et nuls | 2 976        | 5,92         | 2 927       | 5,5         |  |
| Exprimés       | Exprimés                      | Exprimés       | 47 299       | 94,08        | 50 296      | 94,5        |  |